# Carlos Roberto Zanirato

Carlos Roberto Zanirato (Ourinhos, 9 de novembro de 1949 – São Paulo, 29 de junho de 1969) foi um soldado e militante da Vanguarda Popular Revolucionária  desaparecido na ditadura militar brasileira.
É um dos casos investigados pela Comissão da Verdade, que apura mortes e desaparecimentos na ditadura militar brasileira.

## Juventude
Carlos Roberto Zanirato nasceu no dia 9 de novembro de 1949 na cidade de Ourinhos, em São Paulo. Foi filho de Hermínio Zanirato e Ernestina Furtado Zanirato. Com 18 anos entrou para o Exército Brasileiro e em janeiro de 1969, com 19 anos, Zanirato e outros soldados sob a liderança do capitão Carlos Lamarca saíram do 4º Regimento de Infantaria, em Quitaúna, em Osasco, após a instauração do Ato Institucional Número 5, para formar a Vanguarda Popular Revolucionária (VPR), organização da guerrilha armada de extrema-esquerda que combatia o regime militar.

## Ditadura Militar
O soldado foi preso no dia 23 de junho de 1969 pelo Departamento de Ordem Política e Social (DOPS) de São Paulo, onde ficou preso e foi assassinado 6 dias após sua prisão, no dia 29 de junho de 1969. 
Segundo a versão dada pela polícia na época, no dia 29, Zanirato foi conduzido ao encontro dos seus companheiros militantes da guerrilha no cruzamento da Rua Bresser com a Avenida Celso Garcia, no bairro do Brás, na zona leste de São Paulo e em um descuido dos policiais, Zanirato teria se jogado na frente de um ônibus em movimento, vindo a falecer por causa das fraturas.
A versão oficial conta que o militante foi preso pelo DOPS quando saia de casa para ir ao cinema.
Porém, no exame microscópico realizado pelo Instituto Médico Legal (IML) ficou comprovado que o soldado estava usando um par de algemas quando foi morto, o que prova que ele estava preso e que não haveria brechas para um descuido por parte dos militares. Além disso, o exame também mostrou que o corpo de Zanirato estava cheio de escoriações e fraturas.
Na Comissão Especial sobre Mortos e Desaparecidos (CEMDP), a relatora do caso, Suzana Lisbôa concluiu que a morte do militante foi ocasionada por torturas.
"Ficou comprovada a prisão e morte por torturas, já que o corpo parece não ter espaço onde não haja equimoses, escoriações ou fraturas (todas as costelas no lado direito, osso ilíaco, clavículas e úmero); e ainda ferimentos, escoriações, ruptura do pulmão – certamente o resultado de seis dias de tortura no DOPS de São Paulo”.
Apesar das investigações apontarem uma morte não-natural, os militares:  Os generais Oswaldo Pereira Gomes e Paulo Gonet discordaram da versão oficial, mantendo a versão de que Carlos Roberto Zanirato teria se suicidado após um descuido dos policiais que o prenderam. De acordo com a narrativa ele se jogou sobre um ônibus que que trafegava pela avenida, sua morte teria sido instantânea.
Carlos Roberto Zanirato foi enterrado como indigente, no Cemitério de Vila Formosa, também na zona leste da cidade, mesmo com todos os seus dados cadastrados na qualificação do exame microscópico, o que mostra que os militares queriam ocultar o cadáver de Zanirato. Os relatórios dos ministérios da Marinha e da Aeronáutica entregues ao ministro da Justiça Mauricio Corrêa, em 1993 confirmam sua morte como suicídio, e o da Marinha faz referências inclusive ao fato de que ele se encontrava algemado. Até os dias de hoje os restos mortais do militante seguem desaparecidos.
Em decisão de 27 de agosto de 1996, a Comissão Especial sobre Mortos e Desaparecidos Políticos (CEMDP) reconheceu a responsabilidade do Estado brasileiro pela sua morte. Seu nome consta no Dossiê ditadura: mortos e desaparecidos no Brasil (1964 - 1985), organizado pela Comissão de Familiares de Mortos e Desaparecidos Políticos. 

## Vanguarda Popular Revolucionária (VPR)
O campo de treinamento da Vanguarda Popular Revolucionária ficava em um sítio próximo à cidade de Jacupiranga, no interior de São Paulo, onde se concentravam os militantes de movimentos estudantis de São Paulo, Rio de Janeiro e Rio Grande do Sul.
Em homenagem a alguns militantes mortos durante a ditadura, a guerrilha se organizava em dois grupos, a base Carlos Roberto Zanirato e a base Eremias Delizoikov, que formavam o núcleo Carlos Marighella.
Esses grupos tinham uma série de exercícios pesados diariamente, visando se preparar para o combate bélico. Entre os exercícios, estavam simulações de confrontos, preparação tática,  e realizavam diversos exercícios físicos para manter os combatentes em forma, como por exemplo, caminhadas de 18 km carregando mochilas com 30 quilos, para aumentar o prepara físico.
Em 1971, após a morte do comandante José Raimundo da Costa, o grupo se auto-dissolveu.

## Homenagens
Em 2017, três cemitérios de São Paulo ganharam placas para homenagear as vítimas da Ditadura Militar que foram sepultadas nos cemitérios municipais da cidade entre os anos de 1969 e 1979. Além dos nomes nas placas, houve também o plantio de árvores de Ipês nesses lugares.
O primeiro a receber a homenagem foi o Cemitério Dom Bosco, seguido do de Campo Grande e, por fim, o de Vila Formosa. O projeto, que contemplou o nome de Carlos Roberto Zanirato, foi uma parceria entre três secretarias: a de Direitos Humanos e Cidadania (SMDHC), a do Verde e Meio Ambiente (SVMA) e a do Serviço Funerário do Município de São Paulo (SFMSP).